# Phrudocentra janeira
Phrudocentra janeira là một loài bướm đêm trong họ Geometridae.